# Chipiu césar
Poospizopsis caesar
Espèce
Statut de conservation UICN

 LC  : Préoccupation mineure
Le Chipiu césar (Poospizopsis caesar) est une espèce de passereau appartenant à la famille des Thraupidae.

## Répartition

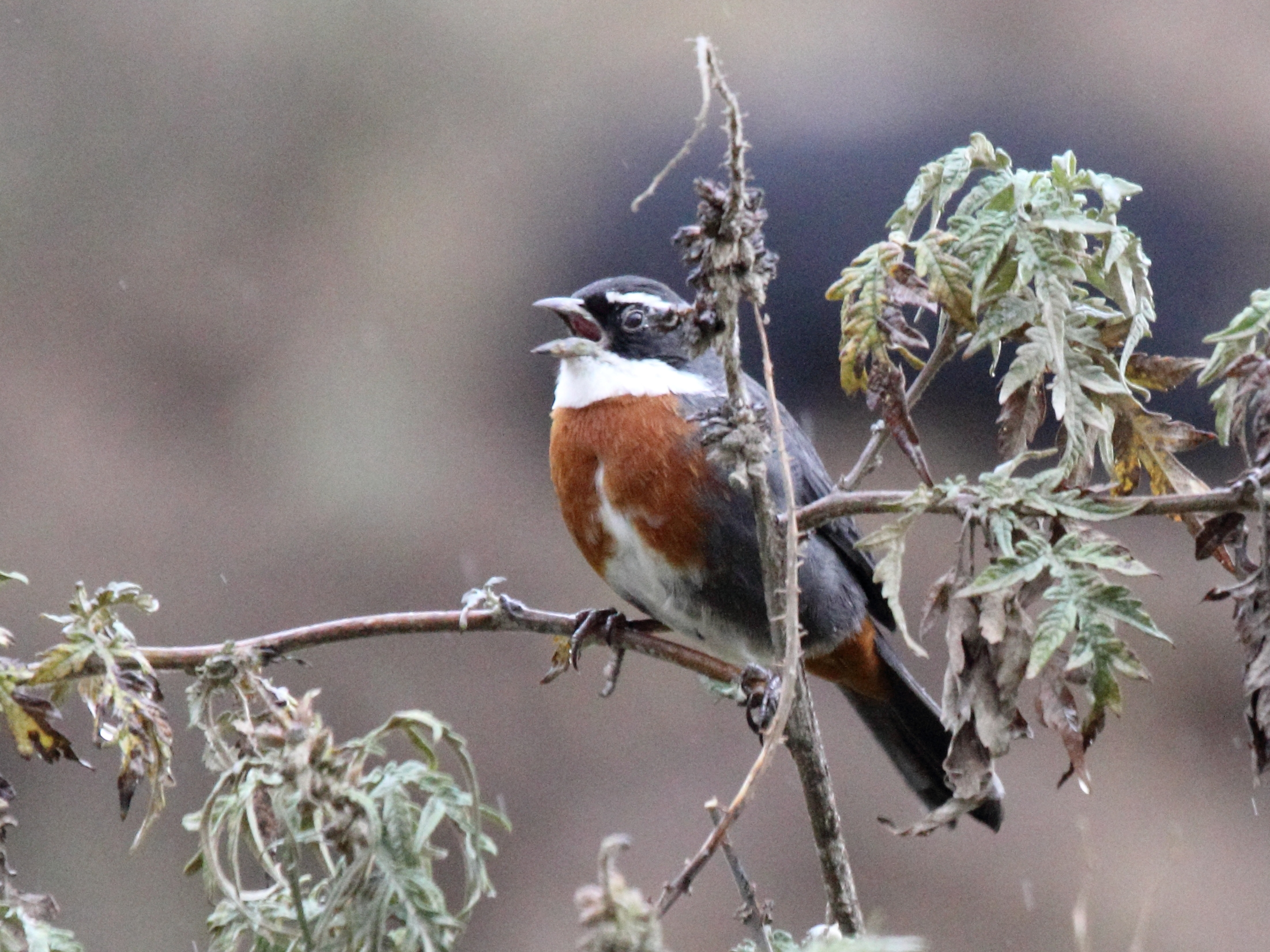

Il est endémique au Pérou.